# حارة السماحة (صنعاء)
حارة السماحة هي إحدى حارات حي معين بمديرية معين إحد مديريات العاصمة اليمنية صنعاء، بلغ تعداد سكانها 1992 نسمة حسب تعداد اليمن لعام 2004.